# Goseck
Goseck is een gemeente in de Duitse deelstaat Saksen-Anhalt, en maakt deel uit van de Landkreis Burgenlandkreis. Goseck telt 1.023 inwoners.

## Neolitische kringgreppel
Goseck is bekend door haar neolithische kringgreppel, die ouder is dan Stonehenge. Het werd gevonden op luchtfoto's uit 1991. Het gereconstrueerde observatorium werd geopend op 21 december 2005. Het heeft een diameter van 75 meter en wijst op een oeroude vorm van astronomie, evenals de veel latere Hemelschijf van Nebra die 25 km verderop is gevonden.

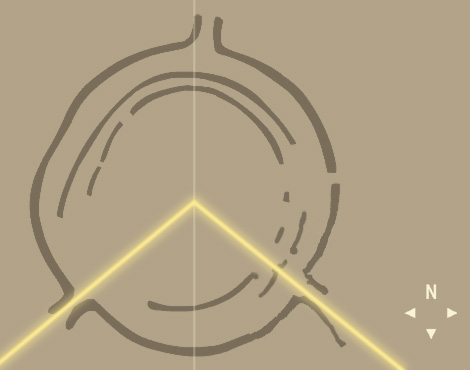
Goseck observatorium, de richting van zonsopkomst en zonsondergang tijdens de winterzonnewende
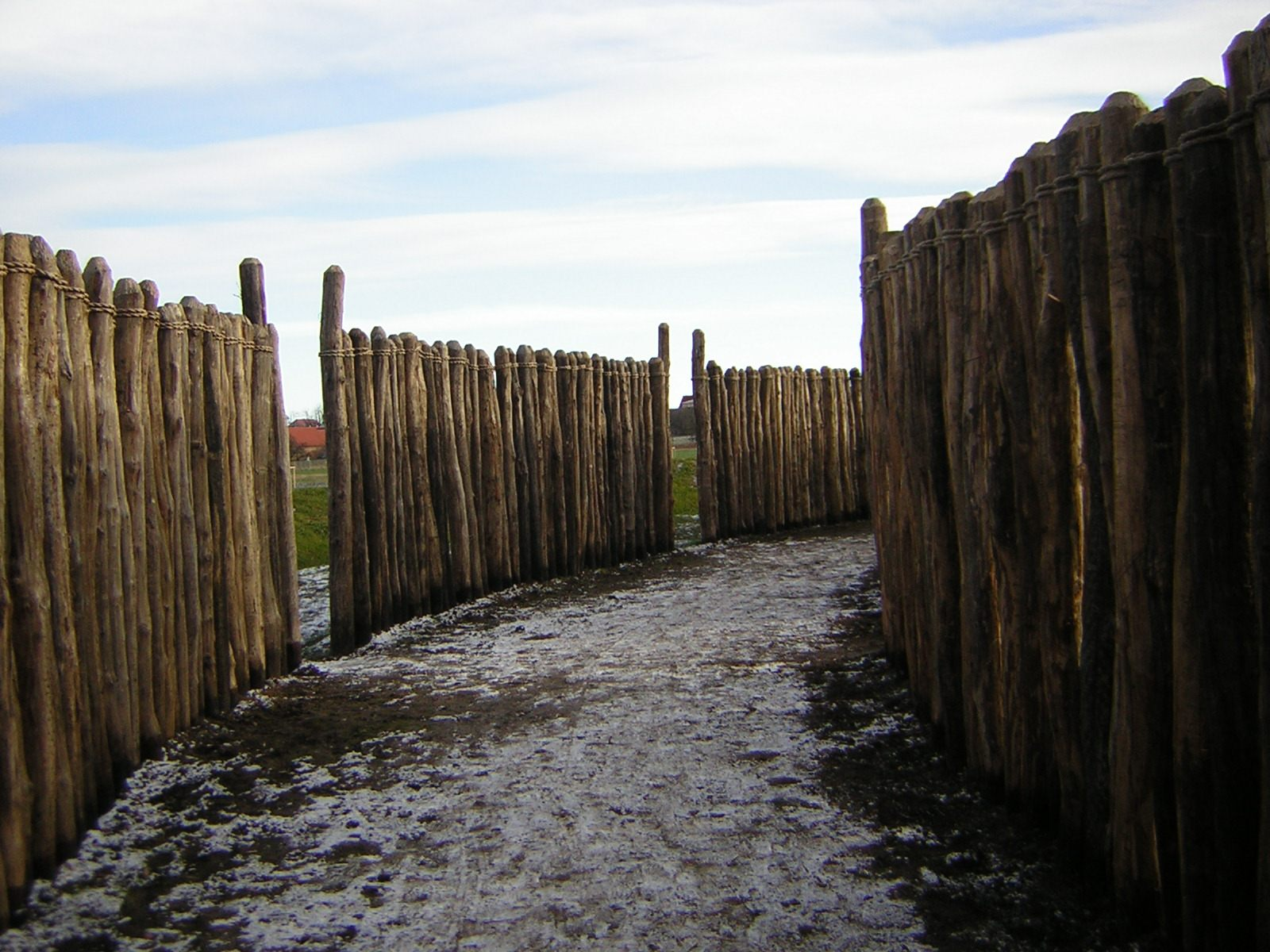
Reconstructie van het observatorium
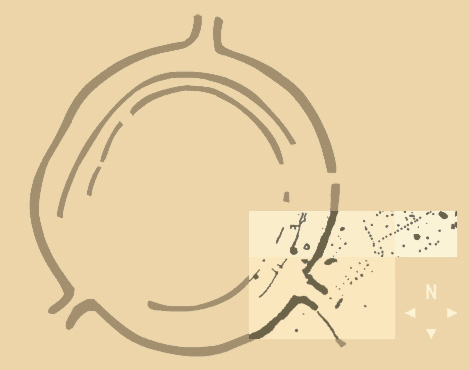
Opgravingen rond het observatorium